# Першайд, Никола
Никола Першайд (нем. Nicola Perscheid; 3 декабря 1864, Мозельвайс — 12 мая 1930, Берлин) — известный немецкий фотограф-портретист. Разработал «объектив Першайд» — мягкие линзы для широкоформатной портретной фотографии.

## Биография
Николаус Першайд родился в Мозельвайссе вблизи Кобленца; здесь же пошёл в школу. В возрасте 15 лет начал обучение фотомастерству. Впоследствии Першайд зарабатывал на жизнь, будучи странствующим фотографом; он работал в Саарбрюккене, Трире, Кольмаре, в Ницце, Вене, Будапеште и других городах. В Клагенфурте 1 марта 1887 года он нашёл постоянную должность, став членом фотографического общества Вены (нем. Wiener Photographische Gesellschaft). В 1889 году переехал в Дрезден, где работал сначала в известной мастерской Вильгельма Хофферта, затем открыл собственную студию в Гёрлице 6 июня 1891. В следующем году он был назначен придворным фотографом при дворе короля Саксонского Альберта. В 1894 году переехал в Лейпциг.
Першайд впервые опубликовал свою работу в известном фотожурнале в 1897 году, затем участвовал во многих выставках, а также сотрудничал с художникомМаксом Клингером. Будучи известным и авторитетным фотографом, переехал в 1905 году в Берлин, где до 1907 года экспериментировал с цветной фотографией, хотя и без особого успеха. Когда его помощник Артур Бенда покинул его в 1907 году, Першайд прекратил эти эксперименты окончательно. Сделанные портреты принесли ему ряд важных наград, однако не улучшили его финансового положения, и 24 июня 1912 года он продал свою студию.
В октябре 1913 года прочёл курс обучения в шведском обществе профессиональных фотографов Svenska Fotografernas Förbund. В 1923 году откликнулся на предложение Датского колледжа провести съёмки в Копенгагене.
У Першайда было несколько учеников, которые позже стали известными фотографами. Артур Бенда учился с ним в 1899—1902 годах; в 1906 году стал его помощником в экспериментах с цветной фотографией. Он покинул Першайда в 1907 году вместе с Дорой Каллмус, когда отправился в Вену работать в студии Atelier d’Ора (просуществовала под названием d’Ora-Benda до 1965 года). Дора Филиппине Каллмус также обучалась с января по май 1907 года у Першайда. Генри Гудвин, который впоследствии эмигрировал в Швецию и в 1913 году организовал там курс Першайда, учился у Першайда в 1903 году. В 1924 году Шведский фотограф Курт Гётлин (1900—1993) учился в ателье Першайда. Першайд также оказал влияние на японского фотографа Торагорё Арига, который учился в Берлине с 1908 по 1914 года, а также обучался курсах Першайда. Он вернулся в Японию в 1915 году.
Объектив Першайд был создан примерно в 1920 году. Это мягкорисующие линзы с широким полем глубины, производства Emil Busch AG. Объектив разработан специально для широкоформатной портретной фотографии. Арига представил линзы Першайда в Японии, и они стали очень популярными среди японских портретных фотографов 1920-х годов.
Даже после продажи своей мастерской Першайд продолжал работать фотографом и даже арендовать другие студии в 1917 году. Помимо художественной фотографии, он всегда делал «грубые» студийные портреты, например, для Postkartenvertrieb Willi Sanke в Берлине. В период 1910—1918 годов опубликовал серию из 600—700 нумерованных открыток на авиационную тематику, в том числе большое количество портретов лётчиков-асов (некоторые из которых были сделаны самим Першайдом).
К концу 1920-х годов Першайд испытывал серьёзные финансовые трудности. Осенью 1929 он начал сдавать в субаренду свою квартиру, чтобы иметь возможность выплачивать арендную плату. Вскоре после этого он перенёс инсульт и весной 1930 года был госпитализирован. Пока он находился в больнице, его личные вещи, включая камеры, фотографические пластинки и все принадлежности, были проданы с аукциона, чтобы оплатить долги. Через две недели после аукциона, 12 мая 1930 года, Першайд умер в госпитале «Шарите» в Берлине.

## Галерея

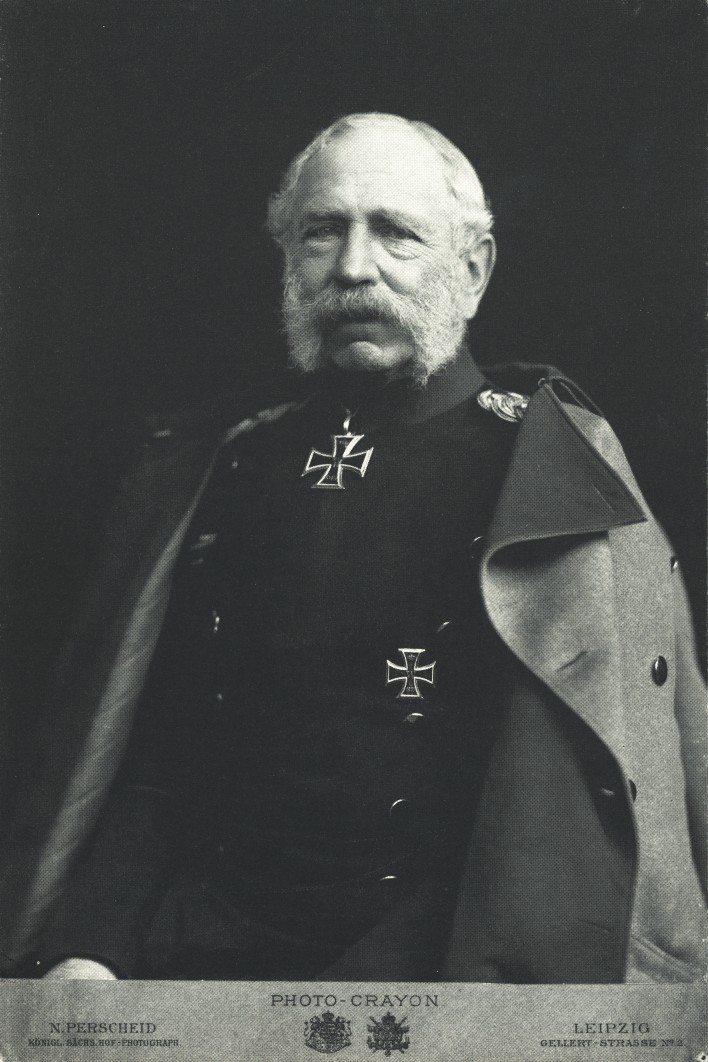
Король Саксонии Альберт (1902)
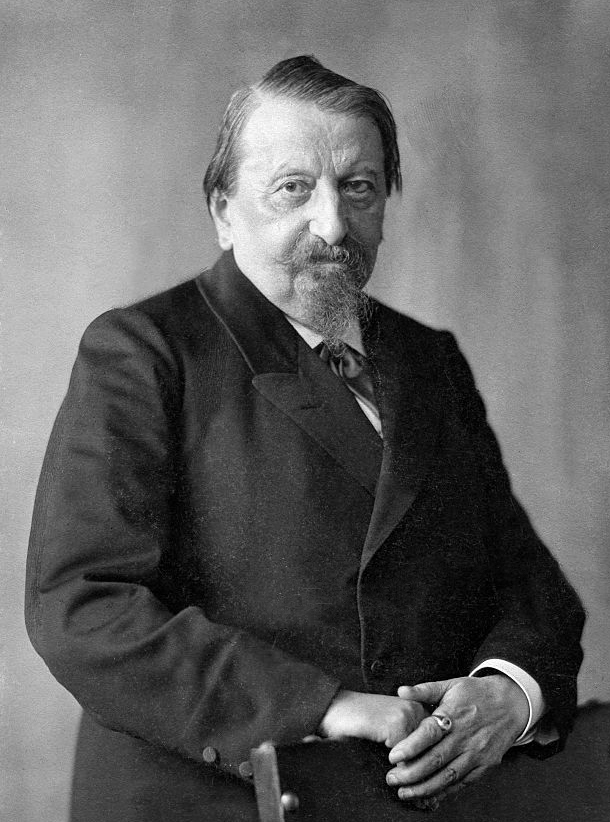
Рудольф Готшалль (1905)
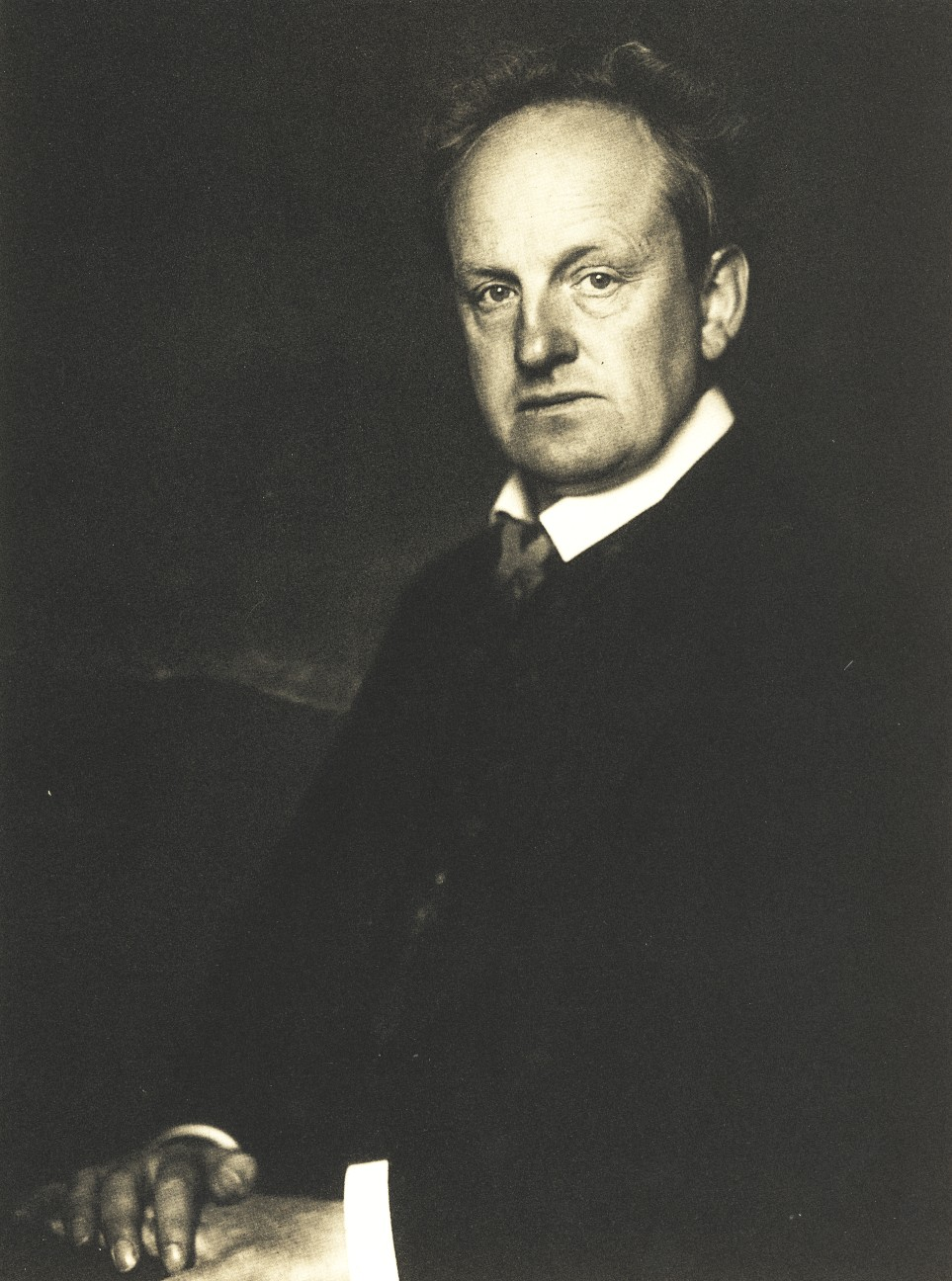
Герхарт Гауптман (1914)
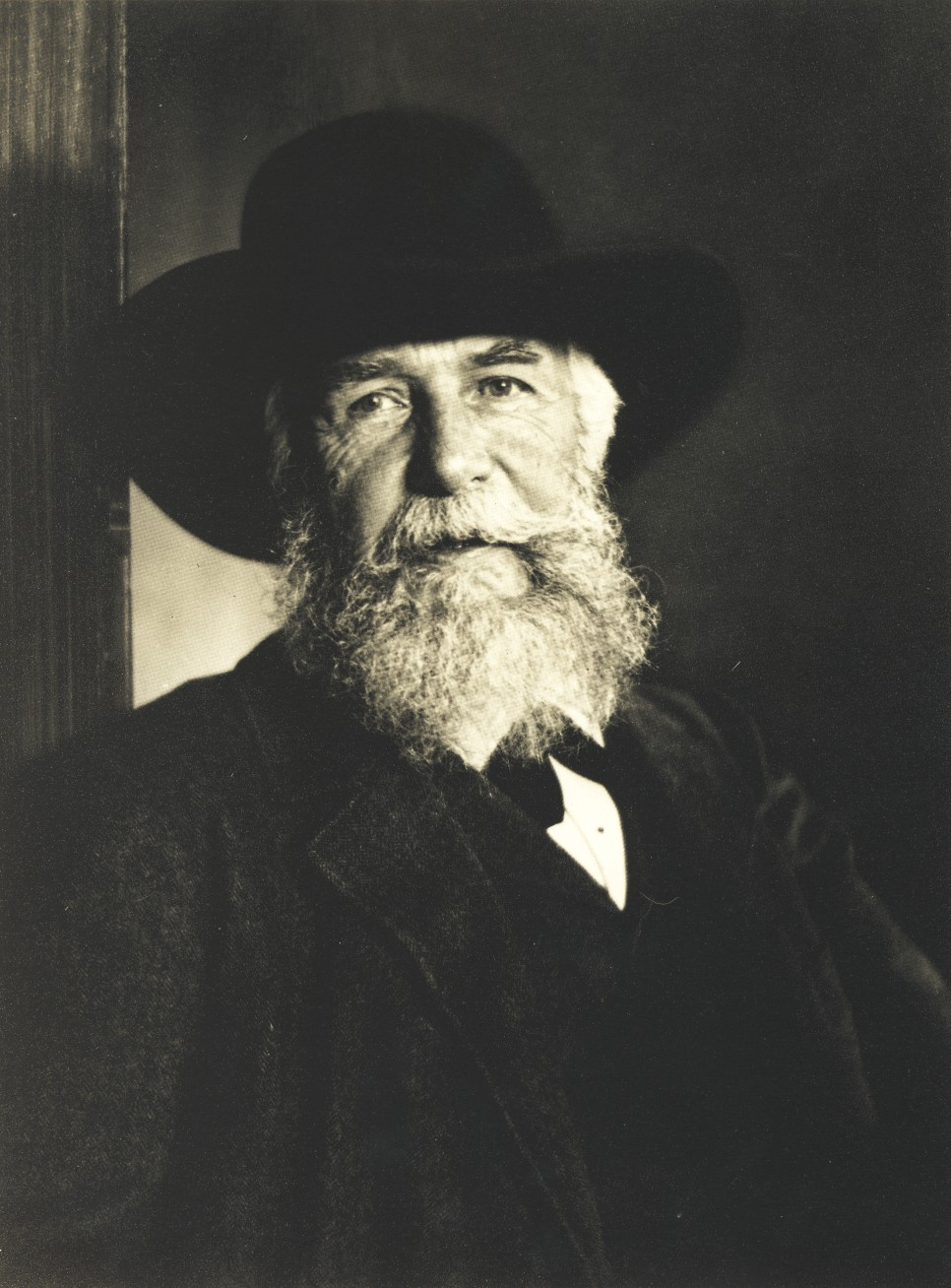
Эрнст Генрих Геккель (1918)
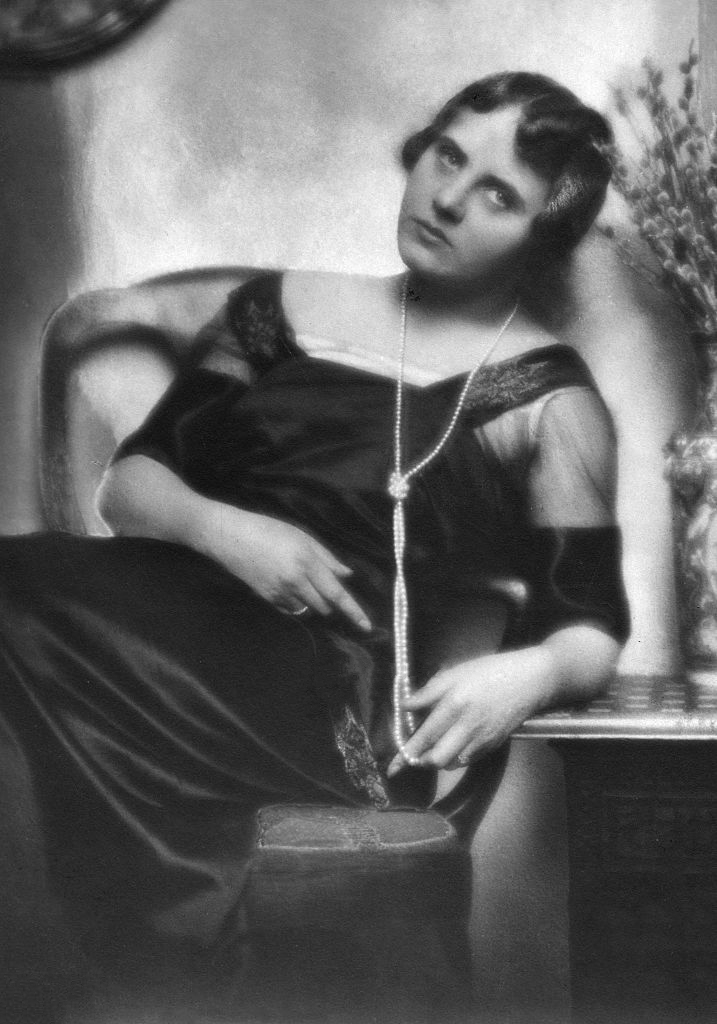
Осси Освальда (1920)